# سفارة اندونيسيا في الإمارات العربية المتحدة
سفارة جمهورية إندونيسيا في أبوظبي هي البعثة الدبلوماسية لجمهورية إندونيسيا لدى دولة الإمارات العربية المتحدة.  إندونيسيا لديها قنصلية عامة في دبي افتتحت في فبراير 2003.   كان أول سفير إندونيسي في الإمارات عبد الله فؤاد رحمان (1993-1996).  تم تعيين السفير الحالي، حسين باجيس، من قبل الرئيس جوكو ويدودو في 25 فبراير 2016. 

## تاريخ
تأسست العلاقات الدبلوماسية بين إندونيسيا والإمارات العربية المتحدة في عام 1976. افتتحت السفارة الأندونيسية في أبو ظبي في 28 أكتوبر 1978.   وكان رئيس البعثة القائم بالأعمال عبد اللطيف تمان. لم يرأس السفارة أي سفير حتى عام 1993، عندما أرسلت الحكومة الإندونيسية عبد الله فؤاد رحمان في 29 مارس من ذلك العام كأول سفير إندونيسي إلى الإمارات العربية المتحدة. قدم رحمان أوراق اعتماده إلى رئيس دولة الإمارات العربية المتحدة، زايد بن سلطان آل نهيان، في 6 أبريل 1993. 

## أنظر أيضا
- العلاقات بين إندونيسيا والإمارات العربية المتحدة
- قائمة البعثات الدبلوماسية لإندونيسيا

## روابط خارجية
- سفارة جمهورية إندونيسيا في أبو ظبي، الإمارات العربية المتحدة
- القنصلية العامة لجمهورية إندونيسيا في دبي، الإمارات العربية المتحدة| - ع - ن - ت سفارات إندونيسيا | - ع - ن - ت سفارات إندونيسيا                                                                                                                                                                                                                                                                                                                                                                                                                                                                                                                                                                                                                                                                                                                                                                                                                                                                                                                                                                                                                                                                                                                                                                                                                                                                                                                                                                                                                                                                                                                                                                                                                                                                                                                                                                                          |
| ---------------------------- | --- |
| قائمة السفارات               | - آيسلندا - أذربيجان - أرمينيا - أستراليا - أفغانستان - ألبانيا - ألمانيا - أندورا - أنغولا - أوزبكستان - أوغندا - أوكرانيا - الأرجنتين - الأردن - الإكوادور - الإمارات العربية المتحدة - البحرين - البرازيل - البرتغال - البوسنة والهرسك - التشيك - الجزائر - الدنمارك - السعودية - السنغال - السودان - السويد - الصومال - الصين - العراق - الغابون - الفلبين - الكاميرون - الكويت - المالديف - المجر - المغرب - المكسيك - المملكة المتحدة - النرويج - النمسا - النيجر - الهند - الولايات المتحدة - اليابان - اليمن - اليونان - إثيوبيا - إريتريا - إسبانيا - إستونيا - إسرائيل - إسواتيني - إيران - إيطاليا - باربادوس - باكستان - بالاو - باهاماس - بلجيكا - بلغاريا - بليز - بنما - بنين - بوتان - بوتسوانا - بوروندي - بولندا - بوليفيا - بيرو - تركمانستان - تركيا - تشاد - تشيلي - تنزانيا - توغو - توفالو - تونس - جامايكا - جزر مارشال - جمهورية أفريقيا الوسطى - جمهورية أيرلندا - جمهورية الدومينيكان - جمهورية الكونغو - جنوب أفريقيا - جنوب السودان - جورجيا - جيبوتي - دومينيكا - رواندا - روسيا - روسيا البيضاء - رومانيا - زامبيا - زيمبابوي - ساموا - سريلانكا - سلطنة عمان - سلوفاكيا - سلوفينيا - سنغافورة - سوريا - سورينام - سويسرا - سيراليون - سيشل - شمال مقدونيا - صربيا - طاجيكستان - غامبيا - غانا - غرينادا - غواتيمالا - غيانا - غينيا - فانواتو - فرنسا - فلسطين - فنزويلا - فنلندا - فيتنام - فيجي - قبرص - قطر - قيرغيزستان - كازاخستان - كرواتيا - كمبوديا - كندا - كوبا - كوريا الجنوبية - كوريا الشمالية - كوستاريكا - كولومبيا - كيريباتي - كينيا - لاتفيا - لاوس - لبنان - لوكسمبورغ - ليبيا - ليبيريا - ليتوانيا - ليختنشتاين - ليسوتو - مالاوي - مالطا - مالي - ماليزيا - مدغشقر - مصر - مملكة هولندا - منغوليا - موريتانيا - موريشيوس - موزمبيق - مولدوفا - ميانمار - ناميبيا - ناورو - نيبال - نيجيريا - نيكاراغوا - نيوزيلندا - هايتي - هندوراس - ولايات ميكرونيسيا المتحدة |